# Primetime Emmy Award för bästa manliga huvudroll i en komediserie
Primetime Emmy Award för bästa manliga huvudroll i en komediserie (engelska: Outstanding Lead Actor in a Comedy Series) är en utmärkelse som delats ut (under lite olika namn) sedan 1966. Åren 1954–1965 var skådespelarpriserna inte uppdelade efter genre.

## Vinnare i urval

### 2010-talet
| År   | Skådespelare   | TV-serie            |
| ---- | -------------- | ------------------- |
| 2010 | Jim Parsons    | The Big Bang Theory |
| 2011 | Jim Parsons    | The Big Bang Theory |
| 2012 | Jon Cryer      | Two and a Half Men  |
| 2013 | Jim Parsons    | The Big Bang Theory |
| 2014 | Jim Parsons    | The Big Bang Theory |
| 2015 | Jeffrey Tambor | Transparent         |
| 2016 | Jeffrey Tambor | Transparent         |
| 2017 | Donald Glover  | Atlanta             |
| 2018 | Bill Hader     | Barry               |
| 2019 | Bill Hader     | Barry               |

### 2020-talet
| År   | Skådespelare       | TV-serie       |
| ---- | ------------------ | -------------- |
| 2020 | Eugene Levy        | Schitt's Creek |
| 2021 | Jason Sudeikis     | Ted Lasso      |
| 2022 | Jason Sudeikis     | Ted Lasso      |
| 2023 | Jeremy Allen White | The Bear       |
| 2024 | Jeremy Allen White | The Bear       |